# Hendrik Figee
Hendrik Figee (Haarlem, 21 mei 1838 – aldaar, 3 december 1907) was een Nederlands zakenman en ondernemer en medegrondlegger van de Haarlemse fabriek Figee, vooral bekend als een internationaal leverende producent van kranen.

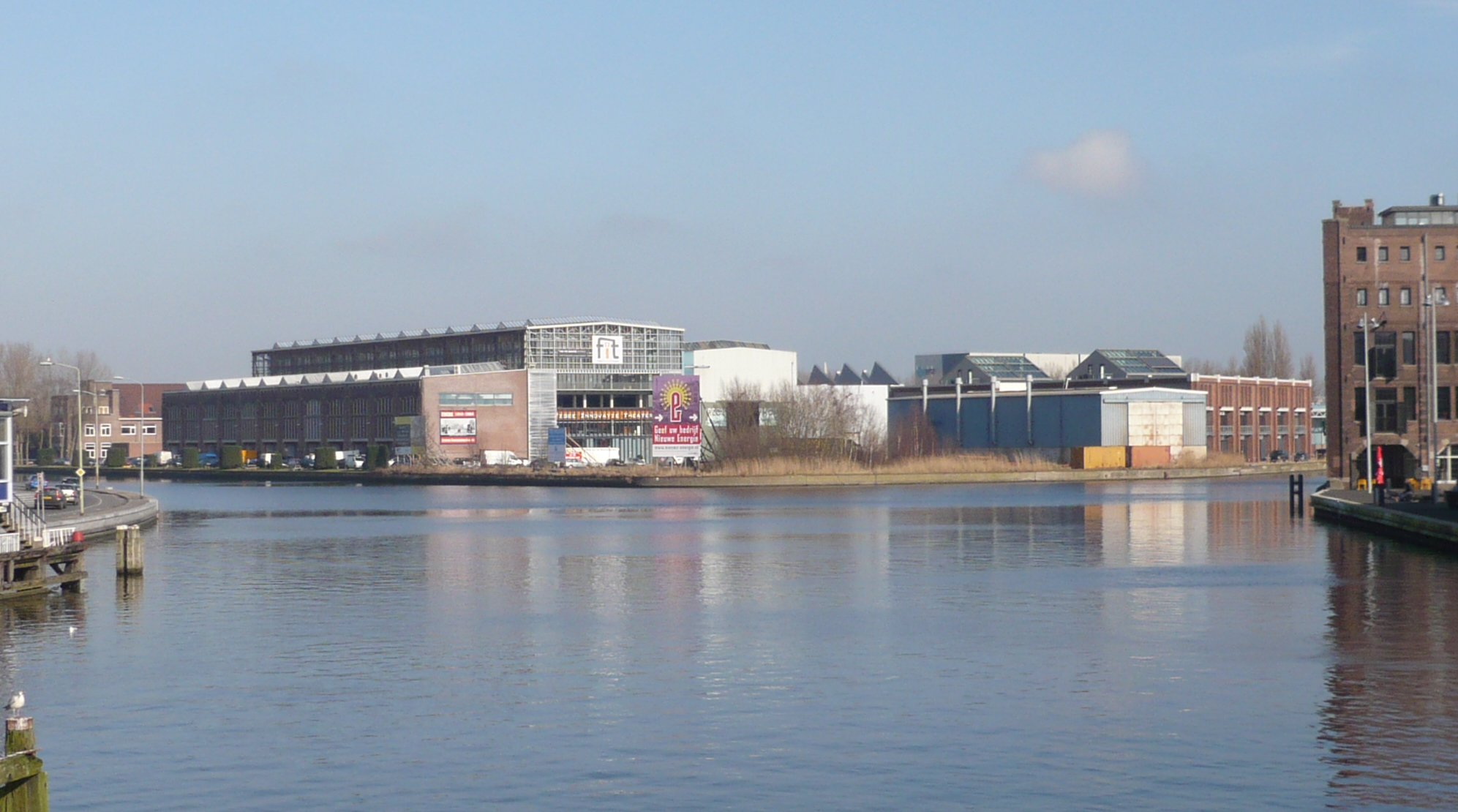
Uitzicht op de oude Figee fabriek aan het Spaarne, hedendaags bevinden zich daar kantoorunits. Rechts valt de oude Drostefabriek te zien

## Biografie
Figee kreeg als eerste zoon dezelfde voornaam als zijn vader, en werd ter onderscheiding aangeduid als Hendrik Figee Jr. Zijn moeder was Henderica Catharina Vermeer. Figee groeide op als oudste binnen het gezin waarin na hem nog drie broers en twee zussen werden geboren. Na de lagere school kreeg hij privéonderwijs in moderne talen en rekenen, deed praktijkervaring op in de aannemerij (de firma Den Braanker te Delft) en behaalde in 1859 het landmetersexamen. Hij kwam te werken in de fabriek van kunstwerktuigen die zijn vader sinds 1857 dreef met een vennoot onder de firma Figee en Slingerland, gelegen aan het Spaarne waar hij ervaring opdeed. Hij huwde in 1866 met Petronella Martina Savry.

## Onderneming
In 1860 kreeg hij als juridisch minderjarige handlichting van zijn vader voor de voortzetting van de machinefabriek samen met een nieuwe vennoot, Thomas Hermanus Thomassen. In 1861 ging Hendrik alleen verder, met (financiële) hulp van zijn vader, in 1866 werd hij samen met zijn broer Thomas Figee opgenomen in het bedrijf van hun vader. In 1874 voegde een derde broer, Johannes, zich bij hen en werd de naam van het bedrijf veranderd in Gebroeders Figee.
Hendrik was ook de grondlegger van een technische handelszaak. Hij startte deze in 1873 te Rotterdam onder de naam Wijnmalen en Figee, vanaf 1875 onder eigen naam, vervolgens als onderdeel van de Gebroeders Figee en uiteindelijk vanaf 1887 onder de firma Figee & De Kruyff die in Amsterdam was gevestigd. Daarnaast was hij ook een van de medeoprichters van de Haarlemsche IJzergieterij.

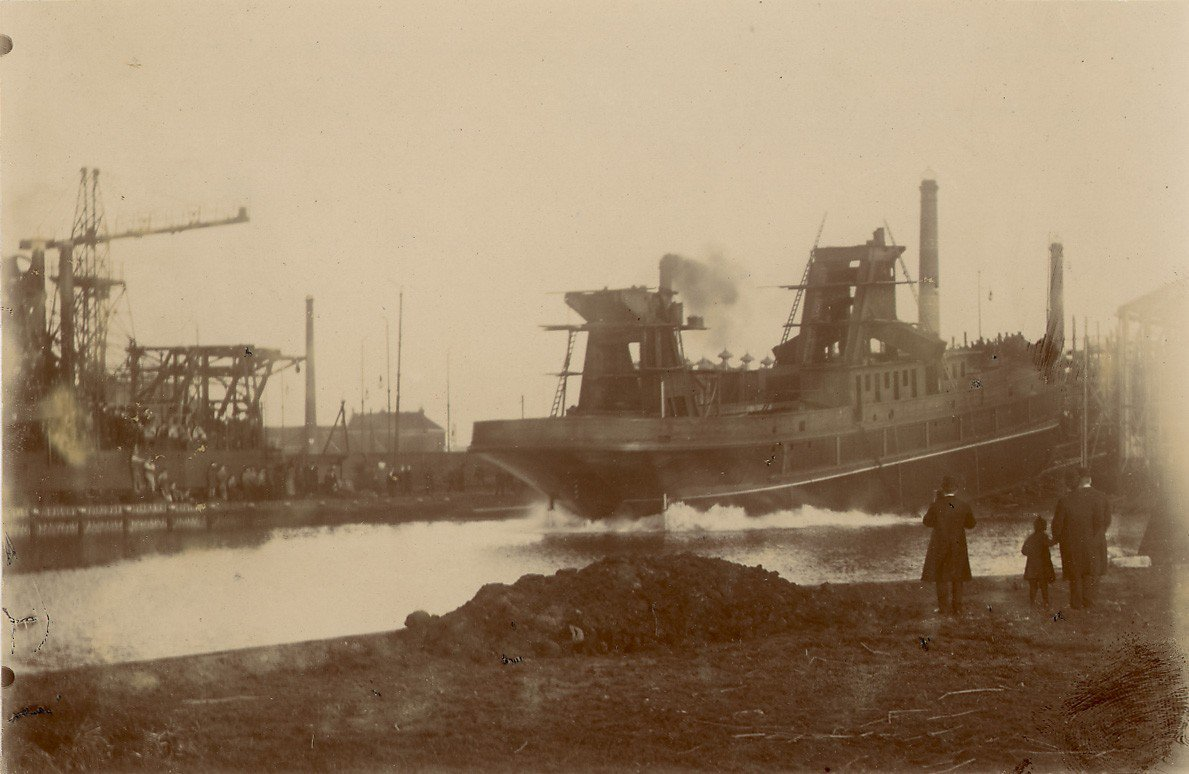
Tewaterlating van de baggermolen Bromo bij de Werf Conrad

In 1882 bouwden de gebroeders Figee een baggermolen op een terrein aan de andere kant van het Spaarne. In 1883 ging Thomas daar zelfstandig verder onder de naam Werf Conrad, vernoemd naar ingenieur Frederik Willem Conrad (1800-1870).

## Nevenfuncties
Verder zat Figee van 1892 tot 1896 in het Departementaal Bestuur en van 1898 tot 1902 in het hoofdbestuur van de Maatschappij voor Nijverheid en Handel, Haarlem. Daarnaast was hij enige jaren lid en vicevoorzitter in de commissie van Toezicht op het Koloniaal Museum dat was gelegen in Paviljoen Welgelegen.